# Trirachodontidae
I triracodontidi (Trirachodontidae) sono una famiglia di terapsidi estinti, appartenenti ai cinodonti. Vissero tra il Triassico inferiore e il Triassico medio (Olenekiano - Anisico, circa 250 - 240 milioni di anni fa) e i loro resti fossili sono stati ritrovati in Africa e in Asia. Sono considerati molto vicini all'origine dei mammiferi.

## Descrizione
Questi animali, generalmente di piccole dimensioni (lunghezza fino a circa 50 centimetri), possedevano crani ampi con musi corti e stretti, arcate zigomatiche sottili e ampie regioni orbitali. Erano presenti grandi finestre temporali, molto ampie, nella zona dietro le orbite. I triracodontidi possedevano inoltre grandi canini e postcanini di piccole dimensioni dotati di più cuspidi. La maggior parte delle caratteristiche che distinguono i triracodontidi dagli altri cinodonti si trovano nella dentatura. I postcanini erano gonfodonti (molariformi), più larghi che lunghi e presenti in misura minore rispetto ad altre forme come Diademodon. Il corpo era ancora dotato di zampe sporgenti all'infuori, anche se erano più verticali rispetto a quelle di altri cinodonti arcaici come Procynosuchus.

## Classificazione

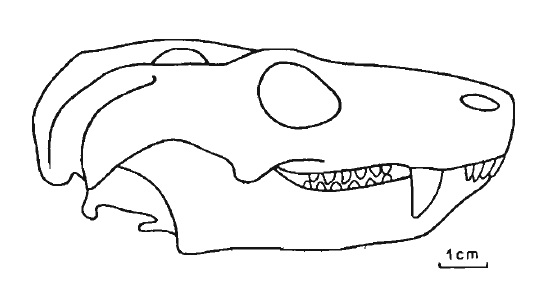
Ricostruzione del cranio di Trirachodon

La famiglia Trirachodontidae venne istituita nel 1955 da A.W. Crompton, per accogliere il genere africano Trirachodon, già descritto da Harry Govier Seeley alla fine del secolo precedente. In seguito, ai triracodontidi sono state attribuite altre forme, provenienti principalmente dall'Africa (Sudafrica, Namibia, Tanzania) ma anche dalla Cina. Le forme cinesi, in particolare, sembrerebbero far parte di una sottofamiglia a sé stante (Sinognathinae), caratterizzata da crani più corti, orbite posizionate più frontalmente e arcate zigomatiche molto rigonfie con un'apertura temporale eccezionalmente ampia. Ai sinognatini appartengono Sinognathus e Beishanodon, mentre gli altri triracodonti africani sono Trirachodon, Langbergia e Cricodon. Di seguito è mostrato un cladogramma che illustra le parentele dei triracodonti, tratto dal lavoro di Gao e colleghi (2016):
|  | Trirachodon                                             |
|  |                                                         |
|  | \| \| Langbergia \| \| \| \| \| \| Cricodon \| \| \| \| |
|  |                                                         |
|  | Langbergia                                              |
|  |                                                         |
|  | Cricodon                                                |
|  |                                                         |

|  | Langbergia |
|  |            |
|  | Cricodon   |
|  |            |

|  | Beishanodon |
|  |             |
|  | Sinognathus |
|  |             |

|  | Trirachodon                                             |
|  |                                                         |
|  | \| \| Langbergia \| \| \| \| \| \| Cricodon \| \| \| \| |
|  |                                                         |
|  | Langbergia                                              |
|  |                                                         |
|  | Cricodon                                                |
|  |                                                         |

|  | Langbergia |
|  |            |
|  | Cricodon   |
|  |            |

|  | Beishanodon |
|  |             |
|  | Sinognathus |
|  |             |

|  | Trirachodon                                             |
|  |                                                         |
|  | \| \| Langbergia \| \| \| \| \| \| Cricodon \| \| \| \| |
|  |                                                         |
|  | Langbergia                                              |
|  |                                                         |
|  | Cricodon                                                |
|  |                                                         |

|  | Langbergia |
|  |            |
|  | Cricodon   |
|  |            |

|  | Beishanodon |
|  |             |
|  | Sinognathus |
|  |             |

|  | Trirachodon                                             |
|  |                                                         |
|  | \| \| Langbergia \| \| \| \| \| \| Cricodon \| \| \| \| |
|  |                                                         |
|  | Langbergia                                              |
|  |                                                         |
|  | Cricodon                                                |
|  |                                                         |

|  | Langbergia |
|  |            |
|  | Cricodon   |
|  |            |

|  | Beishanodon |
|  |             |
|  | Sinognathus |
|  |             |

|  | Trirachodon                                             |
|  |                                                         |
|  | \| \| Langbergia \| \| \| \| \| \| Cricodon \| \| \| \| |
|  |                                                         |
|  | Langbergia                                              |
|  |                                                         |
|  | Cricodon                                                |
|  |                                                         |

|  | Langbergia |
|  |            |
|  | Cricodon   |
|  |            |

|  | Beishanodon |
|  |             |
|  | Sinognathus |
|  |             |

|  | Trirachodon                                             |
|  |                                                         |
|  | \| \| Langbergia \| \| \| \| \| \| Cricodon \| \| \| \| |
|  |                                                         |
|  | Langbergia                                              |
|  |                                                         |
|  | Cricodon                                                |
|  |                                                         |

|  | Langbergia |
|  |            |
|  | Cricodon   |
|  |            |

|  | Beishanodon |
|  |             |
|  | Sinognathus |
|  |             |

|  | Trirachodon                                             |
|  |                                                         |
|  | \| \| Langbergia \| \| \| \| \| \| Cricodon \| \| \| \| |
|  |                                                         |
|  | Langbergia                                              |
|  |                                                         |
|  | Cricodon                                                |
|  |                                                         |

|  | Langbergia |
|  |            |
|  | Cricodon   |
|  |            |

|  | Beishanodon |
|  |             |
|  | Sinognathus |
|  |             |

|  | Trirachodon                                             |
|  |                                                         |
|  | \| \| Langbergia \| \| \| \| \| \| Cricodon \| \| \| \| |
|  |                                                         |
|  | Langbergia                                              |
|  |                                                         |
|  | Cricodon                                                |
|  |                                                         |

|  | Langbergia |
|  |            |
|  | Cricodon   |
|  |            |

|  | Beishanodon |
|  |             |
|  | Sinognathus |
|  |             |

|  | Trirachodon                                             |
|  |                                                         |
|  | \| \| Langbergia \| \| \| \| \| \| Cricodon \| \| \| \| |
|  |                                                         |
|  | Langbergia                                              |
|  |                                                         |
|  | Cricodon                                                |
|  |                                                         |

|  | Langbergia |
|  |            |
|  | Cricodon   |
|  |            |

|  | Beishanodon |
|  |             |
|  | Sinognathus |
|  |             |

|  | Trirachodon                                             |
|  |                                                         |
|  | \| \| Langbergia \| \| \| \| \| \| Cricodon \| \| \| \| |
|  |                                                         |
|  | Langbergia                                              |
|  |                                                         |
|  | Cricodon                                                |
|  |                                                         |

|  | Langbergia |
|  |            |
|  | Cricodon   |
|  |            |

|  | Beishanodon |
|  |             |
|  | Sinognathus |
|  |             |

|  | Trirachodon                                             |
|  |                                                         |
|  | \| \| Langbergia \| \| \| \| \| \| Cricodon \| \| \| \| |
|  |                                                         |
|  | Langbergia                                              |
|  |                                                         |
|  | Cricodon                                                |
|  |                                                         |

|  | Langbergia |
|  |            |
|  | Cricodon   |
|  |            |

|  | Beishanodon |
|  |             |
|  | Sinognathus |
|  |             |

|  | Trirachodon                                             |
|  |                                                         |
|  | \| \| Langbergia \| \| \| \| \| \| Cricodon \| \| \| \| |
|  |                                                         |
|  | Langbergia                                              |
|  |                                                         |
|  | Cricodon                                                |
|  |                                                         |

|  | Langbergia |
|  |            |
|  | Cricodon   |
|  |            |

|  | Beishanodon |
|  |             |
|  | Sinognathus |
|  |             |

|  | Trirachodon                                             |
|  |                                                         |
|  | \| \| Langbergia \| \| \| \| \| \| Cricodon \| \| \| \| |
|  |                                                         |
|  | Langbergia                                              |
|  |                                                         |
|  | Cricodon                                                |
|  |                                                         |

|  | Langbergia |
|  |            |
|  | Cricodon   |
|  |            |

|  | Beishanodon |
|  |             |
|  | Sinognathus |
|  |             |

|  | Trirachodon                                             |
|  |                                                         |
|  | \| \| Langbergia \| \| \| \| \| \| Cricodon \| \| \| \| |
|  |                                                         |
|  | Langbergia                                              |
|  |                                                         |
|  | Cricodon                                                |
|  |                                                         |

|  | Langbergia |
|  |            |
|  | Cricodon   |
|  |            |

|  | Beishanodon |
|  |             |
|  | Sinognathus |
|  |             |

|  | Trirachodon                                             |
|  |                                                         |
|  | \| \| Langbergia \| \| \| \| \| \| Cricodon \| \| \| \| |
|  |                                                         |
|  | Langbergia                                              |
|  |                                                         |
|  | Cricodon                                                |
|  |                                                         |

|  | Langbergia |
|  |            |
|  | Cricodon   |
|  |            |

|  | Beishanodon |
|  |             |
|  | Sinognathus |
|  |             |

|  | Trirachodon                                             |
|  |                                                         |
|  | \| \| Langbergia \| \| \| \| \| \| Cricodon \| \| \| \| |
|  |                                                         |
|  | Langbergia                                              |
|  |                                                         |
|  | Cricodon                                                |
|  |                                                         |

|  | Langbergia |
|  |            |
|  | Cricodon   |
|  |            |

|  | Beishanodon |
|  |             |
|  | Sinognathus |
|  |             |

I triracodontidi sono generalmente considerati prossimi parenti dei Mammaliaformes, in un clade (Gomphodontia) comprendente anche il grande Diademodon e i diversificati Traversodontidae.

## Paleoecologia e paleobiologia
I crani larghi e piatti con ampie arcate zigomatiche, i musi stretti e corti dotati di denti molariformi indicano che i triracodonti erano piccoli animali erbivori, che si cibavano di materiale vegetale che veniva processato dai robusti denti grazie a potenti muscoli delle fauci. La morfologia dello scheletro di Trirachodon è compatibile con uno stile di vita fossorio. Questa ipotesi è suffragata dal ritrovamento di tane fossili rinvenute in Sudafrica, nelle quali sono stati ritrovati resti di numerosi esemplari di Trirachodon. Un'altra tana scoperta nei pressi, ancor meglio preservata ma priva di reperti di triracodonti, conserva ancora numerosi canali e stanze, senza dubbio utilizzate dagli animali per nascondersi dai predatori, allevare i cuccioli o mantenersi al caldo (Groenewald et al., 2001).
Studi istologici, inoltre, indicano che Trirachodon avesse periodi di veloce crescita alternati a periodi in cui la crescita quasi si bloccava: è probabile che questo animale, che viveva in ambienti semiaridi con piogge stagionali, crescesse soprattutto durante la stagione delle piogge e di meno nella stagione secca (Botha e Chinsamy, 2004).